# Palazzo della Banca d’Italia (Salerno)

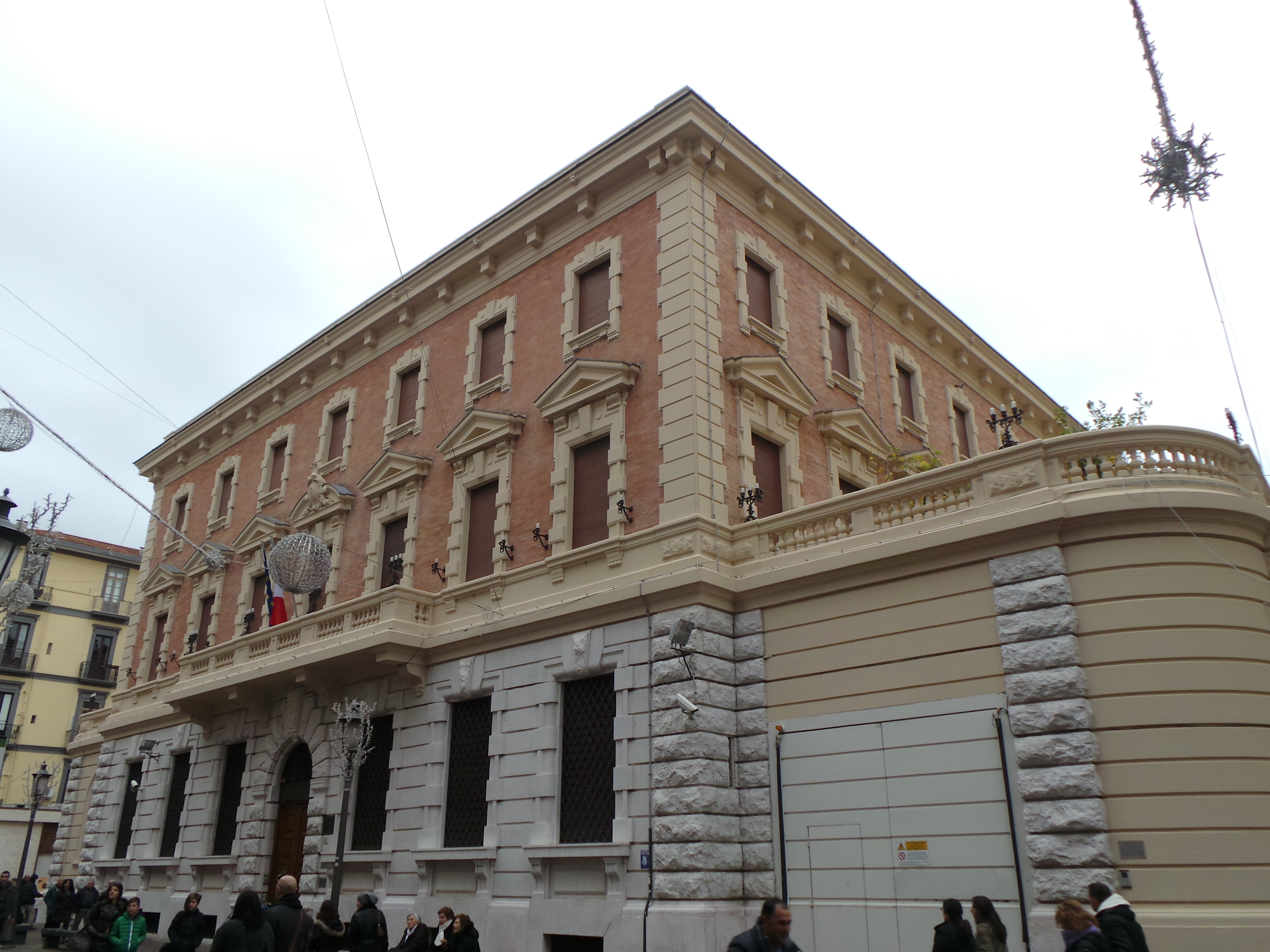
Palazzo della Banca d’Italia in Salerno

Der Palazzo della Banca d’Italia ist ein Palast aus den 1930er-Jahren im Zentrum von Salerno in der italienischen Region Kampanien.

## Geschichte und Beschreibung
Das Projekt zum Bau des neuen Sitzes der Banca d’Italia präsentierte ihr damaliger örtliche Direktor, Vincenzo Pedale, im August 1928. Es war vom technischen Büro des Bankinstituts unter der Leitung des Bauingenieurs Paolo Cortese ausgearbeitet worden.
Das Gebäude sollte auf einem Grundstück am Corso Vittorio Emanuele II mit vier Stockwerken, drei davon oberirdisch und eines als Tiefparterre, in dem Lager- und Archivräume untergebracht wurden, errichtet werden. Das Hochparterre, das sich auch über zwei Seitenflügel erstreckt, diente dem Kundenverkehr mit einem großen Saal in der Mitte, umgeben von den Dienstbüros. Die oberen Stockwerke waren für Büros ausgelegt und das erste Obergeschoss beinhaltete auch Terrassen, sowie die Dächer der beiden Seitenflügel.
Die Bauarbeiten dauerten fast drei Jahre lang und am 8. Februar 1931 wurde das neue Gebäude eingeweiht. Dort residiert die Bank auch heute noch. Es folgt eklektisch in Grundzügen dem Stil der römischen Paläste des 16. Jahrhunderts, wobei das Hauptaugenmerk auf die Fassade gelegt wurde. Letztere ist Das im Hochparterre mit Bossenwerk verkleidet, während sie bis zum Traufgesims glatt verputzt ist. Die Fenster mit ihren Rahmen und Tympana sind in regelmäßigen Abständen gesetzt, die Gebäudeecken sind durch glattes Bossenwerk unterstrichen. Das Gebäude scheint von der Eklektik des 19. Jahrhunderts beseelt zu sein, ein Modell, das vor allen Dingen die Renaissancepaläste in Rom zum Vorbild einer „säkularen“ Architektur nahm. Insbesondere an der Cassa di Risparmo an der Piazza Sciarra in Rom, ein Werk des Neapolitaners Antonio Cipolla, kann man den Stil des Gebäudes in Salerno ausmachen.